# Teorie tygra
Teorie tygra is een Tsjechische tragikomische film uit 2016 onder regie van Radek Bajgar. Voor Bajgar was het zijn regiedebuut. Hoofdrollen waren weggelegd voor Jiří Bartoška en Eliška Balzerová.

## Verhaal
Dierenarts Jan Berger is een getemde man, net als zijn schoonvader Jakub en zijn schoonzoon Erik. Onder het mom van “voor hun eigen bestwil” bepalen de echtgenotes in alles het leven van de mannen, en nemen hen allerlei dagelijkse pleziertjes af, zoals koffie drinken (“te ongezond”) en fietstochtjes maken (“te gevaarlijk”). Wanneer Jakub zich van het leven berooft om aan zijn vrouw te ontkomen, realiseert Jan zich dat ook hij een uitweg uit zijn huwelijk met Olga moet zoeken. Omdat zijn vrouw nooit met een echtscheiding zal instemmen, veinst hij de ziekte van Alzheimer om zo opgenomen te kunnen worden in een psychiatrisch ziekenhuis dat geleid wordt door een vriend van hem. Het plan lukt, maar als blijkt dat hij in dat ziekenhuis ook weer opgesloten zal worden - zij het hier dan fysiek - verlaat hij het ziekenhuis, buiten medeweten van zijn vrouw Olga.
Alleen Jans zoon Pepík en schoonzoon Erik kennen de waarheid. Erik is getrouwd met Jans dochter Olinka, die Erik flink kort houdt en alles voor hem regelt. Pepík daarentegen is gelukkig getrouwd met Alena, die Pepík zijn gang laat gaan en alleen dingen voor hem regelt die hem gelukkig maken. Erik en Pepík ontmoeten Jan stiekem in de weekenden om als mannen onder elkaar tijd door te brengen met varen, drinken, goede gesprekken en van de natuur genieten.
De onverklaarbare afwezigheden van Erik maken Olinka en Olga achterdochtig en Olinka activeert een app in Eriks mobiele telefoon waarmee ze zijn locatie kan volgen. Hierdoor ontdekken de vrouwen waar de mannen zich bevinden en dat Jan helemaal niet aan Alzheimer lijdt. Erik is kwaad over de bemoeizucht van Olinka en verlaat haar. Olinka begrijpt deze reactie eerst niet, tot ze haar vader Jan hoort zeggen hoe Olga zijn leven al 40 jaar tot een hel maakt. Ze ziet de fouten van zichzelf, haar moeder en haar grootmoeder in, en besluit om het met Erik en haar vader goed te maken. Jan scheidt daarentegen van Olga en gaat wonen in een opgeknapte woonboot die hij van Olinka krijgt, en die ooit van zijn schoonvader was.
De film sluit af met Olga die een lezing geeft over gescheiden mannen die niet gelukkig kunnen zijn, terwijl gescheiden vrouwen wel van het leven kunnen genieten. Ondertussen blijkt Jan te genieten van zijn nieuwe leven op zijn woonboot, en proost hij met Erik en Olinka op het leven, terwijl ze de as van Jans schoonvader over het water uitstrooien.

## Thematiek
De titel van de film, de tijgertheorie, verwijst naar centrale thema in de film: vrouwen die tijgers trouwen, en hen vervolgens temmen tot het tamme konijnen zijn, die in hun hokjes wachten op voedsel en verzorging. Andere thema's zijn het verlies van vrijheid, geheugenverlies en de zoektocht naar de zin van het leven.
Verder heeft ook de rivier een centrale plaats: de wandeltochten die Jan maakt langs de rivier, de as van zijn schoonvader die over de rivier moet worden uitgestrooid, het vlot dat Jan met zijn zoon en schoonzoon bouwt om op de rivier te dobberen, de caravan langs het water waar Jan tijdelijk in woont, en uiteindelijk het varend woonschip wat Jan van zijn dochter krijgt, nadat zijn schoonzoon het heeft opgeknapt.

## Rolverdeling
- Jiří Bartoška als Jan Berger
- Eliška Balzerová als Olga Bergerová, de vrouw van Jan
- Tatiana Vilhelmova als Olinka, de dochter van Jan
- Jiří Havelka als Erik, de schoonzoon van Jan
- Jakub Kohák als Pepík Berger, de zoon van Jan
- Pavla Beretová als Alena Bergerová, de schoondochter van Jan
- Iva Janžurová als de schoonmoeder van Jan, moeder van Olga

## Ontvangst
De film ontving positieve reacties van zowel critici als publiek. De echtgenote van regisseur Radek Bajdar was daarentegen minder gelukkig met de rolprent. Na het zien van de film op de première zou zij gezegd hebben: ‘De volgende keer dat je iets wilt vertellen, kun je het ook op een briefje schrijven’. Het stel is niet meer bij elkaar.
In 2020 verscheen een Nederlandse bewerking in de bioscoop, door Johan Nijenhuis. De film De beentjes van Sint-Hildegard, met Herman Finkers in de hoofdrol, was de eerste speelfilm gesproken in het Twents-dialect.